# Trochilus
A Trochilus a madarak (Aves) osztályának sarlósfecske-alakúak (Apodiformes) rendjébe, ezen belül a kolibrifélék (Trochilidae) családjába tartozó nem.

## Rendszerezésük
A nemet Carl von Linné svéd természettudós írta le 1758-ban, az alábbi 2 faj tartozik ide:
- piroscsőrű szalagoskolibri (Trochilus polytmus)
- feketecsőrű szalagoskolibri (Trochilus scitulus)